# Метт Ганвік
Метт Ганвік (англ. Matt Hunwick, нар. 21 травня 1985, Воррен) — американський хокеїст, захисник клубу НХЛ «Піттсбург Пінгвінс». Гравець збірної команди США.

## Ігрова кар'єра
Хокейну кар'єру розпочав 2001 року в складі юніорської збірної США за програмою розвитку юніорського хокею США. З 2003 захищає кольори хокейної команди Мічиганського університету. Під час виступів за університетську команду Метт неодноразово потрапляв до команд всіх зірок ліги, а в сезоні 2006/07 капітан клубу.
2004 року був обраний на драфті НХЛ під 224-м загальним номером командою «Бостон Брюїнс». 
26 червня 2007, уклав дворічний контракт новачка з «Провіденс Брюїнс», але не закріпившись в основі сезон розпочав за фарм-клуб «Провіденс Брюїнс». Свій перший матч в складі бостонців провів 10 листопада 2007 проти «Баффало Сейбрс» 2–1, а перше очко набрав у матчі проти «Торонто Мейпл Ліфс» 9 грудня і також переможному 2–1.
Сезон 2008/09 Метт розпочав у складі фарм-клубу але згодом повернувся до складу «Бостона». 17 листопада 2008, закинув першу шайбу в ворота «Торонто Мейпл Ліфс», які захищав фін Веса Тоскала. 10 січня 2009, Ганвік відзначився і в першій бійці з нападником «Кароліна Гаррікейнс» Джастіном Вільямсом.
20 липня 2009, уклав новий дворічний контракт з «Бостон Брюїнс». Відновившись після спленектомії, наприкінці сезону 2008/09 йому видалили селезінку, Метт провів повний сезон у складі «Брюїнс». У наступному сезоні Ганвік грав, як резервний захисник потрапляючи не так часто до основи. Зрештою керівництво клубу буде вимагати від Метта піти на поступки по зарплаті, а 29 листопада 2010 обміняє його до «Колорадо Аваланч». Вже 30 листопада 2010, Метт дебютує в складі «Аваланч».
7 червня 2012, Метт укладає новий дворічний контракт з «Колорадо Аваланч» на суму $3,2 мільйонів доларів. У сезоні 2013/14 ігрова форма Ганвіка бажала кращого і захисник вперше з 2008 опинився в фарм-клубі «Лейк Ері Монстерз».
1 липня 2014, на правах вільного агента Метт укладає однорічний контракт з «Нью-Йорк Рейнджерс». У складі «рейнджерів» він провів 55 матчів в яких набрав 11 очок (2+9).
1 липня 2015, Метт укладає дворічний контракт з «Торонто Мейпл-Ліфс» на суму $2,4 мільйонів доларів.
Після двох років успішних виступів у складі «кленових» Ганвік на правах вільного агента 1 липня 2017 уклав трирічний контракт на суму $6,75 мільйонів доларів з «Піттсбург Пінгвінс».

## Збірна
У складі національної збірної США бронзовий призер чемпіонату світу 2013. У складі молодіжної збірної США чемпіон світу 2004.

## Статистика

### Клубні виступи
| Сезон        | Клуб                     | Ліга         | Регулярний сезон | Регулярний сезон | Регулярний сезон | Регулярний сезон | Регулярний сезон | Плей-оф | Плей-оф | Плей-оф | Плей-оф | Плей-оф |
| Сезон        | Клуб                     | Ліга         | І                | Г                | П                | О                | ШХ               | І       | Г       | П       | О       | ШХ      |
| ------------ | ------------------------ | ------------ | ---------------- | ---------------- | ---------------- | ---------------- | ---------------- | ------- | ------- | ------- | ------- | ------- |
| 2001–02      | U.S. NDT                 | USDP         | 43               | 5                | 5                | 10               | 36               | —       | —       | —       | —       | —       |
| 2002–03      | U.S. NDT                 | USDP         | 48               | 8                | 18               | 26               | 63               | —       | —       | —       | —       | —       |
| 2003–04      | Мічиганський університет | НКАА         | 41               | 1                | 14               | 15               | 62               | —       | —       | —       | —       | —       |
| 2004–05      | Мічиганський університет | НКАА         | 40               | 6                | 19               | 25               | 60               | —       | —       | —       | —       | —       |
| 2005–06      | Мічиганський університет | НКАА         | 41               | 11               | 19               | 30               | 70               | —       | —       | —       | —       | —       |
| 2006–07      | Мічиганський університет | НКАА         | 41               | 6                | 21               | 27               | 64               | —       | —       | —       | —       | —       |
| 2007–08      | «Провіденс Брюїнс»       | АХЛ          | 55               | 2                | 21               | 23               | 40               | 10      | 0       | 5       | 5       | 8       |
| 2007–08      | «Бостон Брюїнс»          | НХЛ          | 13               | 0                | 1                | 1                | 4                | —       | —       | —       | —       | —       |
| 2008–09      | «Провіденс Брюїнс»       | АХЛ          | 3                | 0                | 3                | 3                | 0                | —       | —       | —       | —       | —       |
| 2008–09      | «Бостон Брюїнс»          | НХЛ          | 53               | 6                | 21               | 27               | 31               | 1       | 0       | 0       | 0       | 0       |
| 2009–10      | «Бостон Брюїнс»          | НХЛ          | 76               | 6                | 8                | 14               | 32               | 13      | 0       | 6       | 6       | 2       |
| 2010–11      | «Бостон Брюїнс»          | НХЛ          | 22               | 1                | 2                | 3                | 9                | —       | —       | —       | —       | —       |
| 2010–11      | «Колорадо Аваланч»       | НХЛ          | 51               | 0                | 10               | 10               | 16               | —       | —       | —       | —       | —       |
| 2011–12      | «Колорадо Аваланч»       | НХЛ          | 33               | 3                | 3                | 6                | 8                | —       | —       | —       | —       | —       |
| 2012–13      | «Колорадо Аваланч»       | НХЛ          | 43               | 0                | 6                | 6                | 16               | —       | —       | —       | —       | —       |
| 2013–14      | «Лейк Ері Монстерз»      | АХЛ          | 52               | 10               | 21               | 31               | 33               | —       | —       | —       | —       | —       |
| 2013–14      | «Колорадо Аваланч»       | НХЛ          | 1                | 0                | 0                | 0                | 0                | —       | —       | —       | —       | —       |
| 2014–15      | «Нью-Йорк Рейнджерс»     | НХЛ          | 55               | 2                | 9                | 11               | 16               | 6       | 0       | 0       | 0       | 0       |
| 2015–16      | «Торонто Мейпл-Ліфс»     | НХЛ          | 60               | 2                | 8                | 10               | 32               | —       | —       | —       | —       | —       |
| 2016–17      | «Торонто Мейпл-Ліфс»     | НХЛ          | 72               | 1                | 18               | 19               | 18               | 6       | 0       | 1       | 1       | 2       |
| Усього в НХЛ | Усього в НХЛ             | Усього в НХЛ | 479              | 21               | 86               | 107              | 182              | 26      | 0       | 7       | 7       | 4       |

### Збірна
| Рік                       | Команда                   | Турнір                    | Місце                     | І  | Г | П | О | ШХ |
| ------------------------- | ------------------------- | ------------------------- | ------------------------- | -- | - | - | - | -- |
| 2003                      | США                       | ЮЧС18                     | 4-е                       | 6  | 0 | 3 | 3 | 6  |
| 2004                      | США                       | МЧС                       | 1                         | 6  | 0 | 0 | 0 | 0  |
| 2005                      | США                       | МЧС                       | 4-е                       | 7  | 0 | 4 | 4 | 0  |
| 2013                      | США                       | ЧС                        | 3                         | 10 | 2 | 2 | 4 | 2  |
| Юніори та молодіжна разом | Юніори та молодіжна разом | Юніори та молодіжна разом | Юніори та молодіжна разом | 19 | 0 | 7 | 7 | 6  |
| Національна разом         | Національна разом         | Національна разом         | Національна разом         | 10 | 2 | 2 | 4 | 2  |